# Hedda Bolgár
Hedda Bolgár, auch Hedda Bolgar (geboren 19. August 1909 in Zürich; gestorben 13. Mai 2013 in Los Angeles) war eine ungarisch-US-amerikanische Psychologin und Psychoanalytikerin.

## Leben
Hedda Bolgár war die Tochter des Politologen und Sozialisten Elek Bolgár, der zu der Zeit ihrer Geburt in der Schweiz studierte und promoviert wurde, und der Journalistin Elza Stern. Bolgar wuchs in Budapest und nach der Niederschlagung der Ungarischen Räterepublik in Wien auf. Sie studierte ab 1930 an der Universität Wien und wurde 1934 bei Karl Bühler mit der Dissertation Der Erlebnisaufbau im menschlichen Lebenslauf. Erlebnisphasen und Erlebniskategorien promoviert. Sie arbeitete weiterhin am Psychologischen Institut bei Bühler, hatte einen Studienaufenthalt bei Jean Piaget in Genf. Bolgar trat im austrofaschistischen Österreich gegen die Nationalsozialisten im Land auf.
Beim Anschluss Österreichs 1938 floh sie in die USA und absolvierte am Michael Reese Hospital in Chicago eine psychoanalytische Ausbildung. Sie heiratete 1940 den Ökonomen Herbert G. Bekker (gestorben 1973), der ebenfalls aus Österreich geflohen war. Sie veröffentlichte 1947 mit Liselotte Fischer den als „Little World Test“ (auch „Bolgar-Fischer World Test“) in die psychologische Fachliteratur eingegangenen, nonverbalen Test für Erwachsene, der auf dem Kindertest von Margaret Lowenfeld und von Charlotte Bühler fußte. Nach einem Forschungsprojekt am Bellevue Hospital in New York City arbeitete sie bis 1956 in Chicago und nahm auch Lehraufträge an der Universität Chicago wahr. Franz Alexander holte sie dann als leitende Psychologin an das Mt. Sinai Hospital in Los Angeles. Sie war Mitgründerin des „Los Angeles Institute and Society for Psychoanalytic Studies“. 1970 gründete sie als Fortbildungsstätte das „Wright Institute of Los Angeles“ (WILA) und 1974 eine psychotherapeutische Privatklinik. Sie arbeitete noch als „Centenarian“ in ihrem Beruf.
Bolgar war Fellow der American Psychological Association.

## Schriften (Auswahl)
- A Century of Essential Feminism. In:  Studies in Gender and Sexuality, Band 10, Heft 4, 2009, S. 195–199
- When the Glass Is Full. In: Psychoanalytic Inquiry, Band 22, Heft 4, 2002, S. 640–651
- Regression, Re-Living and Repair of Very Early Traumatization. In: Psychotherapy in Private Practice, Band 17, Heft 4, 1998, S. 39–51
- Karl Buhler: 1879-1963. In: The American Journal of Psychology,  Band 77, Heft 4, 1964, S. 674–678
- Consistency of affect and symbolic expression : a comparison between dreams and Rorschach responses. In: American journal of orthopsychiatry, Band 24, 1954, S. 538–545
- Book Review: Eroberung des Friedens, The American Journal of International Law, Band 41, Heft 2, 1947, S. 494–495 (Paul Reiwald)
- mit Liselette K Fischer: Personality projection in the World Test. In: American Journal of Orthopsychiatry,  Band 17, Heft 1, 1947, S. 117–128